# Schneider C.A.1
Schneider CA1 – francuski czołg z okresu I wojny światowej. Został zaprojektowany przez przedsiębiorstwo Schneider.

## Historia
Pierwszy raz zostały użyte w bitwie pod Chemin-des-dames, jednak nie zdały tam egzaminu. Dowódcy francuscy uznali, że czołgi te miały za słabe: opancerzenie, prędkość oraz zasięg. Tylko uzbrojenie spotkało się z aprobatą – 2 karabiny maszynowe kal. 8 mm oraz źle umieszczone (przeszkadzało w manewrowaniu) działo kal. 75 mm. Był to niedopracowany i problematyczny czołg, niemniej kontynuowano jego modernizację, tworząc na jego bazie ulepszony model St. Chamond M16. Z obu konstrukcji zrezygnowano, gdy pojawił się bardzo udany czołg Renault FT-17. Kilka tych czołgów sprzedano do Hiszpanii, gdzie wzięły udział w walkach ze Skonfederowaną Republiką Plemion Rifu, m.in. w pierwszym morskim desancie z użyciem czołgów – desancie pod Alhucemas.